# 双羽六树虫
双羽六树虫（学名：Hexadendron bipinnatum）为三轴球虫科六树虫属的动物。分布于中太平洋以及西沙群岛等。